# Son Matge

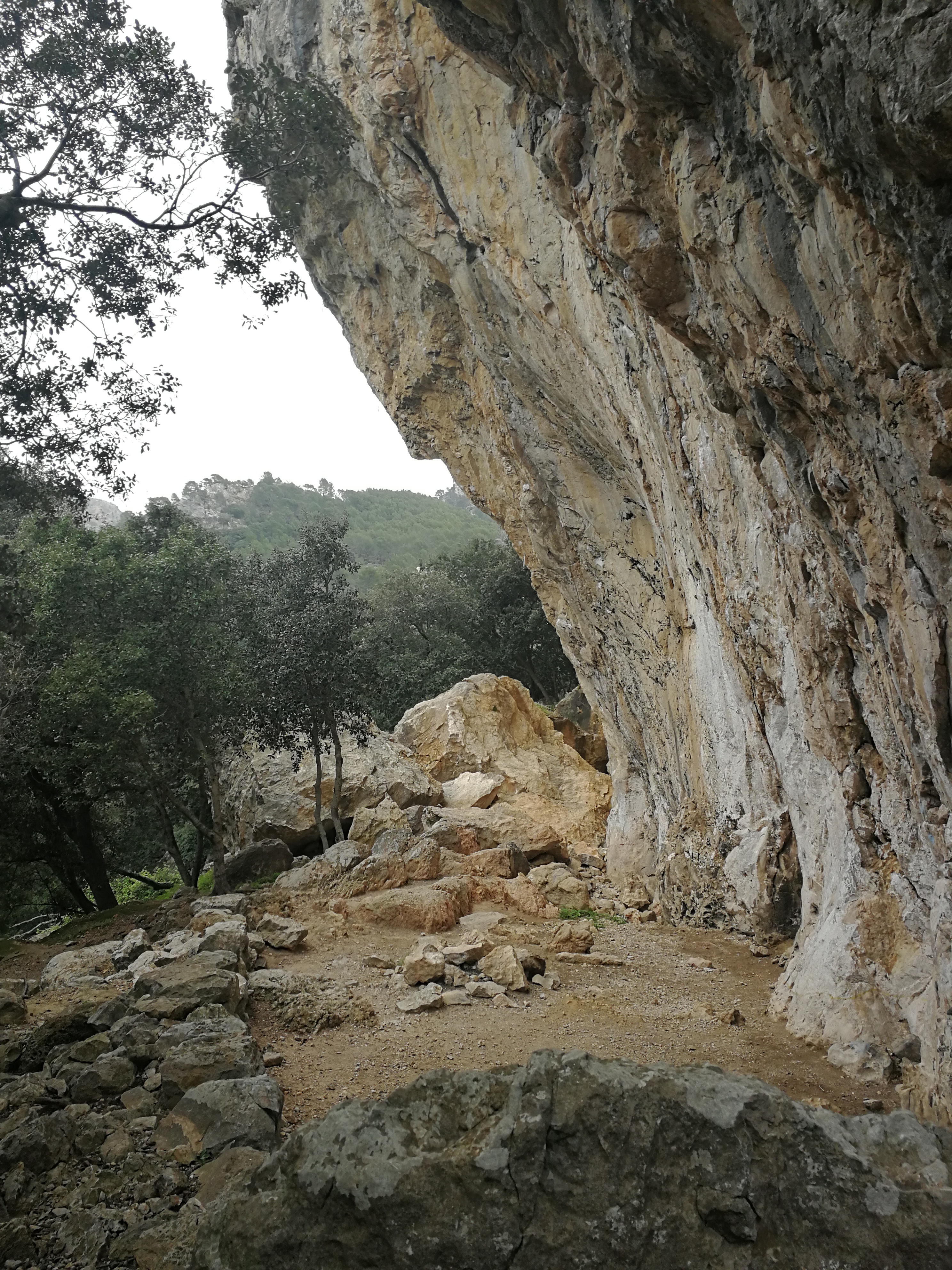
Son Matge

Der Abri von Son Matge liegt auf dem „Puig de sa Bombarda“ bei Valldemossa, auf der spanischen Baleareninsel Mallorca. Die Archäologen Guillem Rosselló Bordoy und William Henre Waldren führten hier zwischen 1968 und 1975 zahlreiche Ausgrabungen durch.
Zu den prähistorischen Funden mit einer Datierung in die Bronzezeit (1870±120 v. Chr.) zählen Skelettreste von Myotragus balearicus, einer ausgestorbenen Ziegenart, die seit dem Pliozän (vor 5,3 bis 1,8 Millionen Jahren) auf den Balearen heimisch war. Diese jüngsten (1908 auch in der Cova de Muleta gefundenen) Skelette belegen, dass die Höhlenziege etwa zu dieser Zeit ausgerottet worden sein dürfte. Die Fragmente wurden in das Museum von Deià verbracht.
Die kräftigen Tiere, die 60 cm Schulterhöhe erreichten und bis zu 70 kg schwer waren, trugen kurze, scharfe Hörner: Ihre unteren Schneidezähne waren extrem groß, ähnlich wie bei Bibern.

## Funde
Aus der zweiten Hälfte des 2. Jahrtausends v. Chr. stammen Funde einfacher Keramik, typische prismaförmige und pyramidale Knochenköpfe mit V-förmiger Perforation, Ahlen aus Bronze sowie ein Elfenbeinkamm mit geometrischen Ritzungen. Ein weiterer Hauptfund war die „Dama de Son Matge“ (Dame von Son Matge), eine kleine, stark abstrahierte Steinskulptur mit abgesetztem Kopf und eingetieften Augen aus der zweiten Hälfte der Bronzezeit (ab 1200 v. Chr.), die ein wenig an die Statuenmenhire iberischer und okzitanischer Tradition erinnert.
Von Son Matge stammt auch die Bestattung eines talayotischen Kopfes mit einem Bronzeschwert, zusammen mit Tausenden menschlichen Überreste, die mit gebranntem Kalk bedeckt und mit Beigaben versehen wurden. Darunter sind Gefäße mit unbekanntem Inhalt, Schmuck, einige Waffen und Werkzeuge. Diese Art der Bestattung begann an der Grenze von der Bronze- zur Eisenzeit (um 800 v. Chr.) und wurde bis ins 1. Jahrhundert n. Chr. fortgeführt.